# Рокка-д'Анфо
Рокка-д'Анфо (італ. Rocca d'Anfo) — історичне військове укріплення в Анфо (нині в Брешії, Північна Італія), що прилягає до озера Ідро. Вперше він був побудований Венеціанською республікою в 15 столітті на східному схилі гори Чензо в Передальпах Брешії та Гарди. Пізніше фортеця була розширена за Наполеона на початку 1800-х років.

## Інтернет-ресурси
- Site officiel de la Rocca d'Anfo, roccadanfo.eu.
- «Descrizione della fortezza», fortificazioni.net.
- "Serie fotografica della Rocca a cura del gruppo alpini di Salò, gruppoalpinisalo.it.
- «la caserma alpina di rocca d'Anfo a cura del gruppo ANA di Salò», montesuello.it.
- «Storia della Rocca d'Anfo», gardagreen.com.